# Yersinia pseudotuberculosis
Bacille de Malassez et Vignal
Espèce
Yersinia pseudotuberculosis, le Bacille de Malassez et Vignal, est une espèce de bactéries gram négatif de la famille des Yersiniaceae.

## Écologie, pathogénie et épidémiologie
Le bacille de Malassez et Vignal, connu depuis 1883 en médecine vétérinaire, est répandu chez diverses espèces animales, en particulier les rongeurs et les oiseaux.
En 1954, Masshoff et Knapp ont attiré l'attention sur le rôle que ce bacille, qu'on appelle maintenant Yersinia pseudotuberculosis, jouait en pathologie humaine dans certaines adénites mésentériques. La pénétration se fait par voie digestive, le germe se loge dans les ganglions de la région iléo-coecale, déterminant une lymphadénite réticulaire ; celle-ci peut réaliser un syndrome pseudo-appendiculaire. À côté de cette manifestation principale qui survient surtout chez les enfants et les adolescents, on peut observer de très rares cas de septicémies survenant uniquement chez des cirrhotiques ou des diabétiques. L'infection à Yersinia pseudotuberculosis peut être suivie dans certains cas d'un érythème noueux. 

L'origine de la contamination, probablement alimentaire, est méconnue.

## Caractères bactériologiques
Coccobacille Gram négatif, mobile seulement à une température inférieure à 30 °C, il possède une uréase très active qui le fait ressembler au proteus mais il ne possède pas comme ce dernier une désaminase vis-à-vis des acides aminés.

## Antigènes
Y. pseudotuberculosis a cinq sérotypes, dont seul le type I est régulièrement rencontré chez l'homme. Les types II et III sont plus rares et les types IV et V exceptionnels. Les types II et IV ont une parenté antigénique avec les salmonelles des groupes B et D respectivement (sérodiagnostic !)

## Pouvoir pathogène expérimental
Chez le cobaye, Y. pseudotuberculosis provoque une infection généralisée avec apparition de petits abcès sur le foie et la rate, ressemblant aux tubercules de la tuberculose.
La dénomination du germe ne doit pas induire en erreur : il n'y a aucun rapport avec cette dernière maladie.

## Diagnostic
- Le germe peut être recherché dans les ganglions mésentériques lorsque le malade est opéré. Il n'est jamais décelé par coproculture.
- Sérodiagnostic par agglutination, réaction de type Widal.

Les titres sont souvent très élevés, correspondant à une stimulation immunologique active du système réticulo-endothélial (SRE).
- L'intradermoréaction permet un diagnostic rétrospectif après plusieurs mois et même plusieurs années.

## Traitement
Plusieurs antibiotiques à large spectre sont actifs, en particulier la streptomycine, l'ampicilline et les tétracyclines.

## Systématique
Le nom correct complet (avec auteur) de ce taxon est Yersinia pseudotuberculosis (Pfeiffer (d), 1889) Smith (d) & Thal (d), 1965.
Ce taxon porte en français le nom vernaculaire ou normalisé suivant : Bacille de Malassez et Vignal.
Yersinia pseudotuberculosis a pour synonymes :
- Bacillus pseudotuberkulosis Pfeiffer, 1889
- Pasteurella lymphangitidis Sneath & Stevens, 1990